# Narutchai Nimboon
Narutchai Nimboon (thailändisch นรุตม์ชัย นิ่มบุญ; * 5. Dezember 1996) ist ein thailändischer Fußballspieler.

## Karriere
Narutchai Nimboon erlernte das Fußballspielen in der Jugendmannschaft des Drittligisten Bangkok Christian College FC in Bangkok. 2015 wechselte er zum Erstligisten Chainat Hornbill FC nach Chainat. Nach der Saison 2016 musste er mit Hornbill den Weg in die zweite Liga antreten. 2017 wurde Chainat Meister der zweiten Liga und stieg direkt wieder in die erste Liga auf. Nach dem Aufstieg verließ er den Verein. Wo er 2018 gespielt hat, ist unbekannt. 2019 nahm ihn der in der dritten Liga spielende Simork FC aus Suphanburi unter Vertrag. Da der Verein während der Saison gesperrt wurde, wechselte er nach der Hinrunde zum Ligakonkurrenten Bangkok FC nach Bangkok. Anfang 2020 unterschrieb er in Chonburi einen Vertrag beim Erstligisten Chonburi FC. Nachdem er in Chonburi nicht zum Einsatz gekommen war, wechselte er Anfang August 2020 auf Leihbasis zum Ligakonkurrenten Trat FC nach Trat. Für Trat absolvierte er drei Erstligaspiele. Für Trat stand er dreimal in der ersten Liga auf dem Spielfeld. Nach der Ausleihe kehrte er Ende 2020 nach Chonburi zurück. Im Juni 2021 lieh ihn der in der zweiten Liga spielende Navy FC aus. Am Ende der Saison 2021/22 musste er mit der Navy als Tabellenletzter in die dritte Liga absteigen. Nach dem Abstieg kehrte er nach Chonburi zurück. Hier wurde sein Vertrag jedoch nicht verlängert. Die Saison 2024 spielte er in der vierten Liga, der Thailand Semi-Pro League. Mit dem Dome FC spielte er in der Bangkok Metropolitan Region. Am Ende der Saison wurde er mit dem Klub Meister der Region und stieg somit in die dritte Liga auf. Nach dem Aufstieg verließ er den Verein und schloss sich im Sommer 2024 dem Drittligisten Fleet FC an. Mit dem Verein aus Sattahip spielt er in der Eastern Region der Liga.
Narutchai Nimboon erlernte das Fußballspielen in der Jugendmannschaft des Drittligisten Bangkok Christian College FC in Bangkok. 2015 wechselte er zum Erstligisten Chainat Hornbill FC nach Chainat. Nach der Saison 2016 musste er mit Hornbill den Weg in die zweite Liga antreten. 2017 wurde Chainat Meister der zweiten Liga und stieg direkt wieder in die erste Liga auf. Nach dem Aufstieg verließ er den Verein. Wo er 2018 gespielt hat, ist unbekannt. 2019 nahm ihn der in der dritten Liga spielende Simork FC aus Suphanburi unter Vertrag. Da der Verein während der Saison gesperrt wurde, wechselte er nach der Hinrunde zum Ligakonkurrenten Bangkok FC nach Bangkok. Anfang 2020 unterschrieb er in Chonburi einen Vertrag beim Erstligisten Chonburi FC. Nachdem er in Chonburi nicht zum Einsatz gekommen war, wechselte er Anfang August 2020 auf Leihbasis zum Ligakonkurrenten Trat FC nach Trat. Für Trat absolvierte er drei Erstligaspiele. Für Trat stand er dreimal in der ersten Liga auf dem Spielfeld. Nach der Ausleihe kehrte er Ende 2020 nach Chonburi zurück. Im Juni 2021 lieh ihn der in der zweiten Liga spielende Navy FC aus. Am Ende der Saison 2021/22 musste er mit der Navy als Tabellenletzter in die dritte Liga absteigen. Nach dem Abstieg kehrte er nach Chonburi zurück. Hier wurde sein Vertrag jedoch nicht verlängert. Die Saison 2024 spielte er in der vierten Liga, der Thailand Semi-Pro League. Mit dem Dome FC spielte er in der Bangkok Metropolitan Region. Am Ende der Saison wurde er mit dem Klub Meister der Region und stieg somit in die dritte Liga auf. Nach dem Aufstieg verließ er den Verein und schloss sich im Sommer 2024 dem Drittligisten Warship United FC an. Mit dem Verein aus Sattahip spielte er 15-mal in der Eastern Region der Liga. Nach einer Spielzeit wechselte er im Sommer 2025 zum Zweitligisten Bangkok FC.

## Erfolge
Chainat Hornbill FC
- Thai League 2: 2017  ▲

Dome FC
- Thailand Semi-Pro League: 2024  ▲